# Curt Sachs

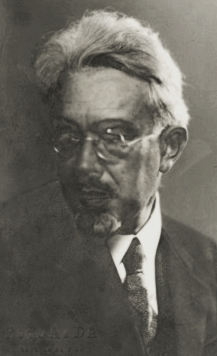
Curt Sachs.

Curt Sachs, född 29 juni 1881 i Berlin, död 5 februari 1959 i New York, var en tysk musikforskare.
Sachs studerade konsthistoria och musikvetenskap ursprungligen under Oskar Fleischer, senare hos Hermann Kretzschmar och Johannes Wolf. Han var professor vid Berlins universitet och ägnade sig främst åt musikinstrumenten och deras historia  och författade, förutom talrika mindre avhandlingar,  skrifter som Reallexikon der Musikinstrumente, Handbuch der Instrumentenkunde, Die Musikinstrumente Indiens und Indonesiens, Die Musikinstrumente (1923); på detta område var en auktoritet; i övrigt komponerade han en del sånger.